# ابراهیم محمد هرسی
ابراهیم محمد هرسی (سومالیایی: Ibraahim Maxamed Hirxi; ۲۹ ژوئن ۱۹۴۴ – ۱۴ مارس ۲۰۲۰) بازیکن و مربی فوتبال متولد اریتره اهل سومالی بود.
وی همچنین در تیم ملی فوتبال سومالی بازی کرده است.